# Route 138 (Québec)
Die Route 138 ist eine Nationalstraße (route nationale) der kanadischen Provinz Québec. Sie beginnt an der Grenze zum US-Bundesstaat New York und führt dem Nordufer des Sankt-Lorenz-Stroms bis zur Südküste der Labrador-Halbinsel. Die Länge der Straße beträgt 1389,3 Kilometer.

## Streckenbeschreibung
Die Route 138 beginnt als Fortsetzung der New York State Route 30 an der kanadisch-amerikanischen Grenze, in der Nähe des Dorfes Elgin. Sie folgt dem Rivière Trout und dem Rivière Châteauguay bis zur Stadt Châteauguay. Bei Kahnawake überquert sie den Sankt-Lorenz-Strom und erreicht die Île de Montréal, auf der die Metropole Montreal liegt. Nach der Überquerung des Rivière des Prairies wird bei Repentigny wieder das Festland erreicht. Die Route 138 verläuft danach parallel zum Nordufer des Sankt-Lorenz-Stroms. Über Trois-Rivières gelangt sie zur Provinzhauptstadt Québec. Der Abschnitt zwischen Montreal und Québec entspricht im Wesentlichen dem im Jahr 1737 fertiggestellten Chemin du Roy („Königsweg“), einer der ältesten Fernverkehrsstraßen Nordamerikas.
Der nördlich von Québec gelegene Teil der Route 138 wird auch als Route des Baleines („Walstraße“) bezeichnet, da am Ufer des unteren Sankt-Lorenz-Stroms und an der Küste des Sankt-Lorenz-Golfs besonders viele Wale beobachtet werden können. Dies trifft insbesondere auf den Ort Tadoussac zu, wo der über ein Kilometer breite Nebenfluss Rivière Saguenay mittels einer Fähre der Société des traversiers du Québec überquert wird (24-Stunden-Betrieb). Durch die dünn besiedelte Region Côte-Nord führt die Straße über Baie-Comeau und Sept-Îles in den südlichen Teil der Labrador-Halbinsel.
Bis in die 1990er Jahre befand sich das östliche Ende der Route 138 in Havre-Saint-Pierre, 1996 wurde die Straße nach Natashquan verlängert. Ein zweites, isoliertes Teilstück erstreckt sich von Vieux-Port nach Blanc-Sablon, wo es auf den Trans-Labrador Highway in der Provinz Neufundland und Labrador trifft. Im Jahr 2011 kündigte die Provinzregierung einen 10-Jahre-Plan an, um die 425 km lange Lücke zwischen beiden Teilstücken zu schließen. Seit dem 26. September 2013 führt die Straße ab Natashquan 40 km weiter nach Kegaska.